# Karel van Mallery

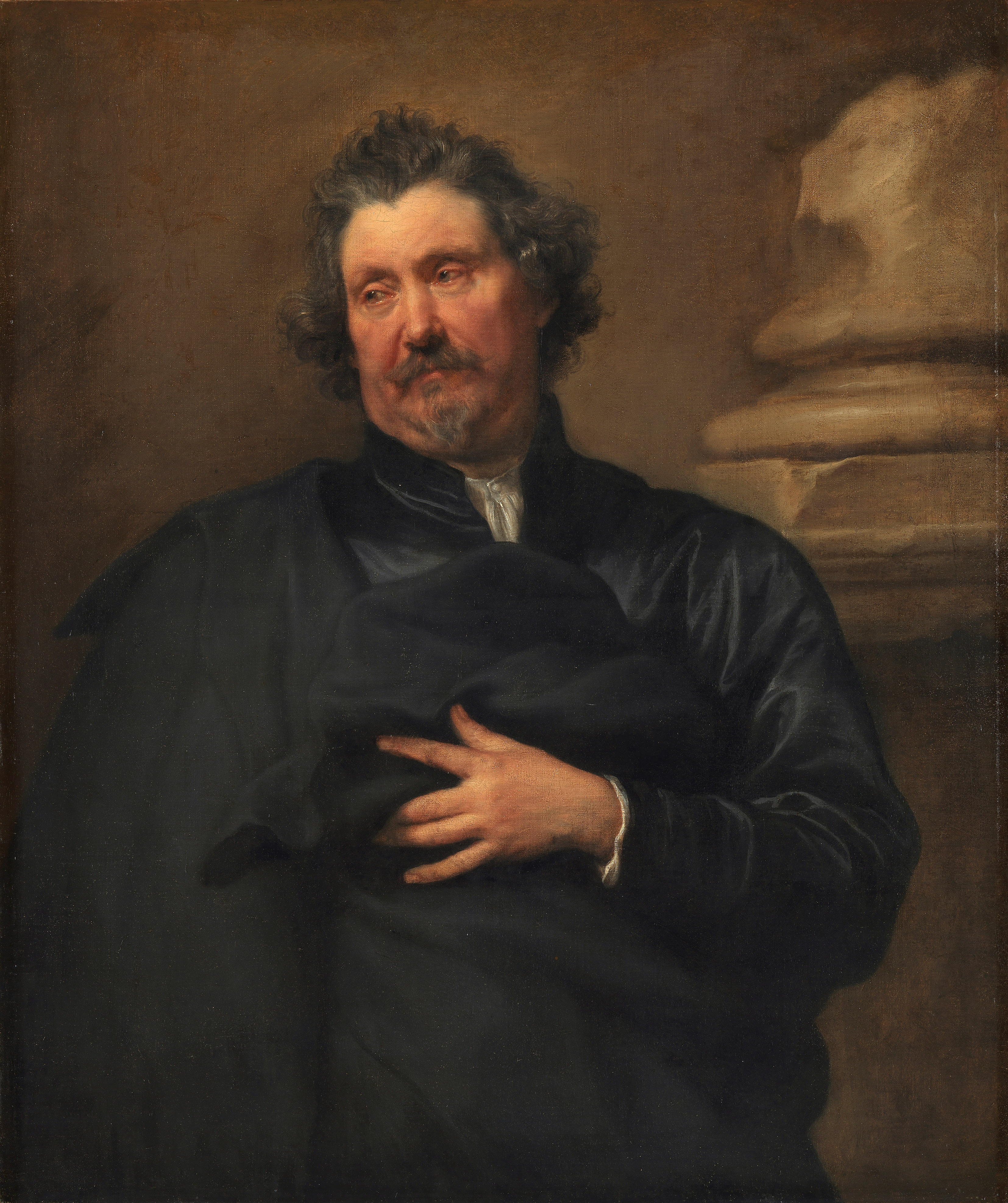
Anton van Dyck, Karel van Mallery, óleo sobre lienzo, Galería Nacional de Noruega.

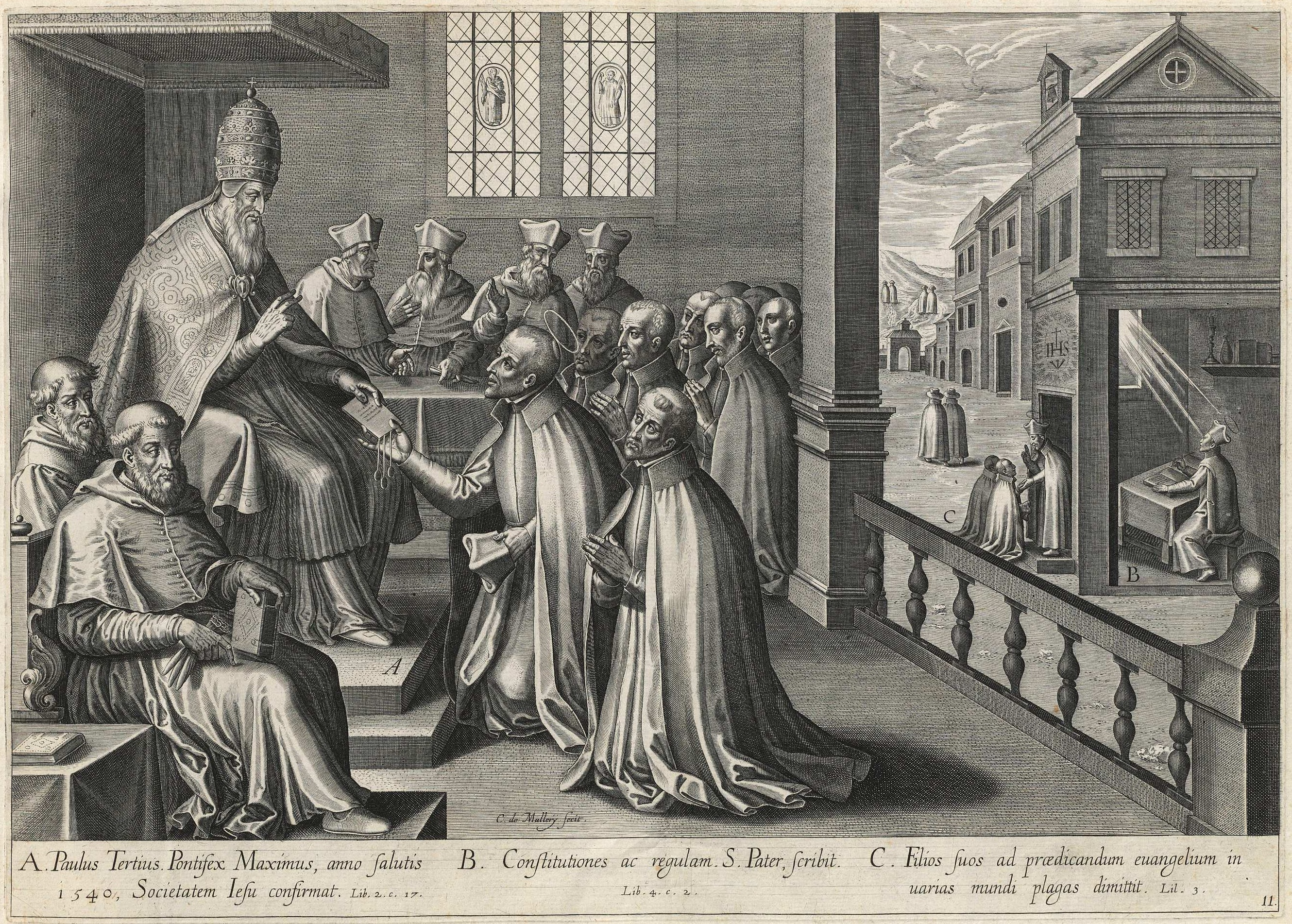
Aprobación por el papa Paulo III de la Compañía de Jesús. Pedro de Ribadeneira, Vita Beati Patris Ignatii Loyolae Religionis Societatis Iesv fvndatoris ad vivum expressa..., Amberes, 1610. Grabado a buril, firmado C. de Mallery fecit. Biblioteca Nacional de España.

Karel van Mallery (Amberes, 1571-¿1635?) fue un grabador flamenco.

## Biografía
Matriculado en 1585 en el gremio de San Lucas de Amberes como aprendiz de Philip Galle, tras un viaje a Roma en 1595 y su admisión como maestro en el gremio en 1597, el 10 de enero de 1598 se casó con Catherina Galle, una de las hijas del que había sido su maestro y editor frecuente de sus obras. Previamente había dado ya muestras de su dominio de la técnica del buril en sus aportaciones a los Evangelicae historiae imagines del jesuita Jerónimo Nadal, una de las obras culminantes del grabado flamenco, impresa en Amberes en 1593 posiblemente por Cristóbal Plantino y de nuevo por Martin Nucio, en 1596, con el título de Adnotationes et meditationes in Evangelia. Tras el nacimiento de su primer hijo, bautizado el 6 de noviembre de 1598 con el nombre de Philip, marchó a París, donde eran numerosas las librerías de origen flamenco, y pudo permanecer en la capital francesa, a juzgar por las fechas de sus estampas conocidas, al menos durante los siguientes siete años. En Francia trabajó, entre otros, para Paul de la Houve y para la Compagnie de la Grand-Navire de París, editora en 1607 de los Sibyllina oracula de Iohanne Opsopäus traducidos al latín por Sébastien Castellion en edición bilingüe, a la que Mallery puso la portada arquitectónica y posiblemente las estampas interiores con las figuras de las sibilas. Su principal ocupación en estos años, no obstante, parecen haber sido los retratos, destacando entre ellos los que hizo de Enrique IV a caballo y los de Marcelin Allard, editor de la Gazette, y de Mathieu de Chalvet, presidente del parlamento de Toulouse y traductor al francés de las obras de Séneca, por dibujo estos dos de Daniel Dumonstier.
Estaba de vuelta en Amberes, como muy tarde, en 1610, cuando apareció editada por Theodoor Galle la Vita Beati Patris Ignatii Loyolae de Pedro de Ribadeneira, con grabados de Mallery y del propio Theodoor junto con su hermano Cornelis Galle I y los hermanos Jan y Adriaen Collaert. Desde ese momento, asociado con sus cuñados, los Galle, y con Adriaen Collaert, casado a su vez con la segunda hija de Philip Galle, Justine, desarrolló una intensa actividad, estimándose su producción en más de doscientas estampas en su mayor parte de asunto religioso y en muchos casos por dibujo de Marten de Vos, como las dos series de Icones illustrium feminarum dedicadas a las mujeres bíblicas, aunque su firma se encuentra también en estampas de carácter profano como la serie de escenas de caza Venationes ferarum..., grabadas por dibujo de Stradanus y editadas por Philip Galle y Adriaen Collaert. 
En 1621-1622 fue elegido decano del gremio de San Lucas de Amberes, al que hizo una importante contribución económica en 1630-1631 para equilibrar las cuentas. También en 1630 o en torno a ese año lo retrató Anton van Dyck para su Iconographie. Enviudó en 1623, según los registros del gremio, pero se desconoce la fecha y el lugar de su propio fallecimiento, que podría haber ocurrido en 1635 o poco más tarde pues en ese año publicó Balthasar Moretus el Speculum Vanitatis del padre Jean de Tollenaere, en cuya portada aparece por última vez la firma de Mallery.